# Királyok völgye 65
A Királyok völgye 65 (KV65) egy feltáratlan, lehetséges sír az egyiptomi Királyok völgyében. Megtalálását 2008 augusztusában jelentették be, egy másik sírral együtt, amely azóta nemlétezőnek bizonyult. Kialakításáról, díszítéséről és tulajdonosáról nem tudni semmit. Bejárata XVIII. dinasztia korabeli stílusúnak tűnik.